# Rosenmundova redukce
Rosenmundova redukce je organická reakce, druh hydrogenace, kde se acylchloridy selektivně redukují na aldehydy. Objevil ji Karl Wilhelm Rosenmund v roce 1918.
Katalyzátorem této hydrogenolýzy je palladium na síranu barnatém, občas bývá nazýván Rosenmundův katalyzátor. Síran barnatý svým malým měrným povrchem snižuje aktivitu palladia a zamezuje tak přeredukování. U některých reaktivních acylchloridů je ovšem potřebné další snížení aktivity, které se provádí přidáním katalyzátorového jedu; tím byl původně thiochinantren, lze však také použít thiomočovinu.
Deaktivace slouží k tomu, aby se redukoval acylchlorid, ale ne vzniklý aldehyd. Pokračující redukce by vytvořila primární alkohol, který by následně reagoval se zbývajícím acylchloridem za tvorby esteru.
Příprava Rosenmundova katalyzátoru se provádí redukcí roztoku chloridu palladnatého za přítomnosti BaSO4. Redukčním činidlem je obvykle formaldehyd.
Rosenmundovu redukci lze použít na přípravu mnoha aldehydů, nelze z ní ale získat formaldehyd, protože formylchlorid je za pokojové teploty nestálý.